# Blocage sonique
Le blocage sonique, dans le domaine de l'astronautique, est le régime de fonctionnement stable d'une tuyère, caractérisé par une vitesse d'écoulement au col égale à la vitesse du son.
Le terme correspondant en anglais est nozzling.

## Description du phénomène
Dans une tuyère convergente en considérant un écoulement subsonique, le flux accélère lorsque la section diminue. Si la diminution de section est suffisante, le flux atteint alors la vitesse du son, ou Mach 1.
Cependant, une fois le flux supersonique, les propriétés du gaz sont inverses. Le flux accélère lorsque la section augmente, et inversement le flux décélère lorsque la section diminue. Ainsi, un écoulement dans une tuyère convergente ne peut pas atteindre une vitesse supersonique. Sa vitesse maximale ne peut être atteinte qu'au point le plus convergent de la tuyère, le col. Le flux ne peut plus être accéléré dans une tuyère convergente, et il y a alors blocage sonique.

## Référence
Droit français : arrêté du 20 février 1995 relatif à la terminologie des sciences et techniques spatiales.